# زیردریایی شماره۷۱
سابمارین شماره۷۱ (به انگلیسی: Submarine No.71) یک زیردریایی بود که طول آن ۴۲٫۸ متر (۱۴۰ فوت ۵ اینچ) بود.